# 大川市立田口小学校
大川市立田口小学校（おおかわしりつ たぐちしょうがっこう）は、福岡県大川市大字三丸にある市立の小学校。

## 概要
歴史
1875年（明治8年）創立の「三丸小学校」を前身とする。数回の改組・改称を経て、現校名になったのは1954年（昭和29年）。2025年（令和7年）に創立150周年を迎える。
学校教育目標
「志をもって主体的に学び、心豊かでたくましく生きる子どもの育成」
校章
桜の花弁を背景にして、中央に校名の「田口」の文字（縦書き）を配している。
校歌

通学区域
大川市行政区名による「田口町、西田口町、兼木町、坂井町、鬼古賀町、旭町、南郷原町、北郷原町、幡保町」。中学校区は大川市立大川桐薫中学校。

## 沿革
- 1875年（明治8年） - 熊野神社付近の民家を校舎として「三丸小学校」が創立。
- 1882年（明治15年）10月 - 坂井村に「坂井小学校」が創立。
- 1886年（明治19年） - 小学校令の施行により、簡易科（3年制）を設置の上、「簡易三丸小学校」に改称。
- 1889年（明治22年）4月1日 - 町村制の施行により、三潴郡7村（三丸、坂井、上巻、鬼古賀、北古賀、幡保、郷原）が合併の上、「田口村」が発足。
- 1892年（明治25年）- 「三丸尋常小学校」（4年制）となる。
- 1898年（明治31年）
  - 9月 - 「田口尋常小学校」に改称。
  - 10月 - 現在地に移転。
- 1908年（明治41年）4月 - 改正小学校令により、尋常科（義務教育）が4年制から6年制に改められる。尋常科5年を新設。
- 1909年（明治42年）
  - 4月 - 尋常科6年を新設。
  - 6月 - 校舎増築の一部が完成。
- 1919年（大正8年）12月 - 第四棟が完成。
- 1920年（大正9年）4月 - 高等科を併置の上、「田口尋常高等小学校」（尋常科6年・高等科2年）に改称。
- 1923年（大正12年）7月 - 青年訓練を開始。
- 1926年（大正15年）9月 - 併置の実業補習学校と青年訓練所を統合の上、「田口実業公民学校」を併置。
- 1928年（昭和3年）11月 - 講堂が完成。
- 1935年（昭和10年）4月 - 青年学校令の施行により、田口実業公民学校が「田口青年学校」（男子部）に改称。
- 1941年（昭和16年）4月1日 - 国民学校令施行により、「田口村国民学校」に改称。尋常科を初等科に改める。
- 1947年（昭和22年）4月1日 - 学制改革が行われる（六・三制の実施）。
  - 国民学校初等科は、新制小学校「田口村立田口小学校」に改組・改称。
  - 国民学校高等科は、青年学校普通科とともに、新制中学校「田口村立田口中学校」に改組・改称。当初、小学校に併設される。
- 1950年（昭和25年）8月 - 中学校の独立校舎が完成したため、併設を解消。
- 1954年（昭和29年）
  - 4月1日 - 三潴郡1町（大川）5村（三又・田口・川口・木室・大野島）の合併により、「大川市」が発足。これにより「大川市立田口小学校」（現校名）に改称。
  - この年 - 校歌を制定。
- 1957年（昭和32年）- 福岡学芸大学教育実習校の委嘱を受ける。
- 1960年（昭和35年）4月 - 大川市立中学校2校（田口・木室）の統合により、中学校区が大川市立大川東中学校となる。
- 1967年（昭和42年）- 校舎改築（第一期工事、第2棟6教室）が完了。
- 1968年（昭和43年）- 校舎改築（第二期工事、第2棟6教室）が完了。
- 1970年（昭和45年）- 校舎改築（第三期工事、第1棟管理棟・第2棟特別教室一部）が完了。
- 1971年（昭和46年）- 校舎改築（第四期工事、第1棟・特別教室等）が完了。
- 1973年（昭和48年）3月 - 交通教育センターが完成。
- 2020年（令和2年）4月 - 大川市立中学校2校（大川東・三又）の統合により、中学校区が大川市立大川桐薫中学校となる。
- 2024年（令和6年）4月 - 大川市立小学校で2学期制が導入される[2]。

## 交通
最寄りの鉄道駅
- 西日本鉄道 西鉄天神大牟田線 「蒲池駅」（柳川市）

最寄りの幹線道路
- 福岡県道716号水田大川線・国道208号「兼木」交差点

## 周辺
- 西田口公民館
- 古賀政男記念館·生家
- 蛭児神社
- 熊野神社
- 西教寺

## 参考資料
- 「大川市誌」（1977年（昭和52年）12月21日発行, 大川市）p.1279～ 教育・文化（p.1289～p.1290 田口小学校）